# Club Atlético San Cristóbal (República Dominicana)
El  Club Atlético San Cristóbal es un club de fútbol profesional dominicano, ubicado en San Cristóbal. Fue fundado en 2015 y en la actualidad participa en la Liga Dominicana de Fútbol. 

## Historia
Fundado en 2015 como Club Atlético San Cristóbal, en 2016 el club anunció un acuerdo para pasar a ser propiedad conjunta con la aerolínea Air Europa y los actuales dueños en el cual la línea aérea se convierte en el propietario y patrocinador oficial del equipo. A partir de ese momento el club pasó a ser llamado como AirEuropa Atlético San Cristóbal.

## Infraestructura

### Estadio
El estadio Panamericano fue construido en el año 2003 para celebrar los XIV Juegos Panamericanos Santo Domingo 2003.  Entre el 2 y el 15 de agosto de 2003 fue sede del torneo Masculino y Femenino.
El estadio fue  sometido a un proceso de acondicionamiento en el 2015, en consecuencia a la utilización como campo de juego oficial del club. Se corrigieron detalles y añadieron otros. Se habilitó un área más de parqueo la cual acoge la capacidad de 120 vehículos.
El parque tiene unos 2,800 asientos y unas gradas más ligeras que acogen a unas 300 personas más que serán convertidas en bleachers. 
Hay palcos de unas 120 facilidades, cafetería, baños, vestidores para técnicos, árbitros y jugadores, con servicio de agua permanente y servicio de electricidad, con una planta de emergencia.
El estadio Panamericano es considerado y reconocido como uno de los mejores terreno de juego del país en superficie de césped natural.

## Entrenadores
| Entrenador         | Período       |
| ------------------ | ------------- |
| José Saldaña       | 2015 - 2016   |
| Froilán Hidalgo    | 2016 - 2017   |
| Eduardo Uribe      | 2017          |
| Francisco Ceballos | 2017          |
| José Alí Gámez     | 2018          |
| David González     | 2019          |
| Wilkenson Pierre   | 2019          |
| Johannes Hernández | 2020          |
| Carlos Otero       | 2021          |
| Miguel Salazar     | 2021          |
| Daniel Álvarez     | 2022-2023     |
| Leonardo Rincón    | 2024          |
| Rufino Sotolongo   | 2025-presente |